# 오오모리 니치카
오오모리 니치카(일본어: 大森 日雅 おおもり にちか[*], 1994년 10월 15일 ~ )는 일본의 여성 성우. 나가노현 출신. 아크로스 엔터테인먼트 소속.